# Dragons Films
Dragons Films est la société audiovisuelle de Dragone, depuis 2007. La relation entre les deux entités vise à développer une alliance stratégique  dans la production des produits audiovisuels afférents aux spectacles (documentaires, captations, making of,…) mais aussi à travers la production et la coproduction d’œuvres indépendantes (longs métrages, documentaires, productions télévisuelles).
Elle a entre autres produit Un ange à la mer, qui a remporté trois prix lors de la 44e édition du Festival international du film de Karlovy Vary (République tchèque) dont le Globe de Cristal, le Prix d'interprétation masculine pour Olivier Gourmet et le Prix de l'Association internationale des ciné-clubs.

## Productions

### Long métrage

#### Produits
- 2006: La Trahison, Philippe Faucon (Coproduction Kinok films et Créations du Dragon – Communauté française de Belgique) (Min-2005)
- 2008: Un ange à la mer, Frédéric Dumont: Globe de Cristal, prix d'interprétation masculine pour Olivier Gourmet et Prix de l'Association internationale des ciné-clubs lors du 44e Festival international du film de Karlovy Vary (République tchèque)  (Maj-2008)
- 2009: Oscar et la Dame rose écrit et réalisé par Éric-Emmanuel Schmitt (Production exécutive Oscar films, partie chorégraphique par Franco Dragone) (Min-2009)

#### En cours de financement
- DSI, Michael Mees
- Nevada King Size, Vivian Goffette

### Court métrage
- 2005: Ismaël, Rudy Barichello: sélection officielle à la Mostra de Venise, nommé aux Prix Jutra au Canada[1], Grand Prix Européen du Court métrage au Festival de Brest[2], prix au Festival de Namur[3] (Maj-2005)
- 2006: Écoute la mer, Nicole Leghissa, prix de la meilleure Musique Originale au Festival de Aix-en-Provence[4] (Maj-2006)
- 2005: 12 fois 2, un concours international de 12 courts métrages de 2 minutes sur le thème « La Louvière en 2099 » (Maj-2004)
- 2005: Zebra, Amaury Brumauld (Maj-2005)
- 2007: Le Noël 347, Alice De Vestele et Michaël Bier (Maj-2007)
- 2007: Le Crabe, Christophe Hermans et Xavier Seron (Maj-2007)

### Documentaire
- 2005: Boxing Kinshasa, Bertrand Baudry (Coproduction Hainaut cinéma/INTERREG et Le Manège Maubeuge) (Maj)
- 2005: Mi figue Mi raisin, Charles Bédué et Eric Beveraggi(Maj)
- 2005: Un petit Tour en famille, Maxime Boilon (en coproduction avec REAL prod., RTBF, FRANCE3) (Min)
- 2005: Calcio Romano, Jean-Christophe Gaudry (en coproduction avec Comic Strip Production, RTBF, France 3 Corse et France 4) (Min)
- 2005: L’eau du diable, Sheikh Amirul (en coproduction avec REAL prod. et France 3) (Min)
- 2004: Au cœur de la meute, Luca Dragone (la RAAL – Benfica, le match vu des coulisses) (Maj)
- 2004: Mes jours en juillet, de Karim Bey (un autre regard sur Bruxelles) (Maj)
- 2004: 5 sur 5: série de 5 épisodes, par 5 réalisateurs des 5 continents sur le thème de l’amour) (Maj)
- 2006: Que reste-t-il de Chris Conty?, Benoît Finck (Coproduction Madré Films/Dragons films – Canal+) (Min)
- 2007: Le Chant du Bois, Patrick Dhaussy et Isabelle Français (Coproduction Comic Strip production/Dragons films) (Maj)
- 2007: Aux couleurs de Glasgow, Jean-Christophe Gaudry (Coproduction Comic Strip Production/Dragons Films) (Min)
- 2006: Pourquoi se battre ?, Bertrand Baudry (Coproduction Dragons Films/Le Manège) (Maj)
- 2007: Transferts à la clinique de la fertilité, Jérôme de Missolz et Floréal Klein (Coproduction Gloria Films/ Dragons Films) (Min)
- 2006: Une sucette sur le tapis, Charles Bedué et Eric Beveraggi (Min)
- 2006: Les mots de Madame Jacquot, Mathias Desmarres (Maj)
- 2008: Loin de Rome, Mathias Desmarres (Maj)

### Télévision
- 2003: Zéro défaut, Pierre Shoeller (téléfilm/ARTE/Image et compagnie) (Min)
- 2004: Le prix de l’honneur, Gérard Marx (téléfilm/TF1/Image et compagnie/RTL/Créations du dragon) (Min)
- 2005: Rose et Val, Stéphane Kappès (série - téléfilm/TF1/Auteurs associés/Créations du Dragon/RTBF) (Min)
- 2005: L’Empire du Tigre, Gérard Marx (mini-série - téléfilm/TF1/Auteurs associés/Créations du Dragon/RTBF) (Min)
- 2007: Section de Recherche (série - téléfilm/TF1/Auteurs associés/Créations du Dragon/RTBF (Min)

### Video Content
- Britney Spears : production des images 2D/3D de sa tournée mondiale: The Circus Starring Britney Spears[5]

## Documentation
- (fr) « Filmographie de Dragons films », sur Union des producteurs de films francophones (consulté le 21 août 2009)